# Barriada
Mit Barriadas werden die besonders in Randlagen der großen Städte Perus liegenden Armenviertel bezeichnet. Es handelt sich um informelle Siedlungen oder Slums, bei denen die Bewohner nicht über legalen Grundbesitz verfügen. Ähnliche Viertel in Brasilien werden Favelas genannt.
Sie bestehen im Wesentlichen aus einer Ansammlung kleiner Hütten, die zunächst aus Holzabfällen, Stoff und Schrott gebaut werden, meist an Steilhängen oder anderen schwerer zu besiedelnden Flächen. In späteren Ausbaustufen entstehen dann richtige kleine Häuser aus Steinen, die im Laufe der Jahre oft auch verputzt und gestrichen werden.
In Peru gibt es mehr als 800 Barriadas, die heute euphemistisch Junge Siedlung (Pueblos Jovenes) genannt werden. Mehr als zwei Millionen Menschen leben in Lima in solchen Gebieten.

## Kontroverse
Während einige Regierungen Barriadas ausschließlich als durch Umsiedlung aufzulösende Problemzonen sehen, beschäftigen sich in den letzten Jahren einige Architekten durchaus positiv interessiert mit dem Phänomen der Eigenbauhäuser. Ältere Barriadas verfügen tatsächlich über eine gewisse Infrastruktur mit Stromversorgung, Trink- und Abwasserleitungen.
Der britische Architekt John Turner bezeichnete die berühmten Barriadas von Lima sogar als „geordnete, gutfunktionierende, selbstverwaltete Siedlungen von Leuten, die nicht nur genau wissen, was sie bauen wollten, sondern auch wie“.
In der Tat zeigt die statistische Aufarbeitung des Zensus von 1972 für Peru (unveröffentlichte Staatsexamensarbeit von Franz-Josef Knur, Universität Gießen, 1975), dass die Barriadas dreier exemplarischer Städte (Lima/Callao, Arequipa und Chimbote), vielfach aufstrebende randstädtische Viertel werden („barriadas de esperenza“). Begünstigt wird die positive Entwicklung nach dieser Untersuchung durch den selektiven Charakter der Binnenwanderung, die zu einer Konzentration menschlicher Ressourcen in den Barriadas führt. Begleitet wird diese randstädtische Entwicklung durch den Verfall der innerstädtischen „tugurios“ (auch „barriadas de miseria“) und einem massiven Brain-drain im ländlichen Bereich. Alphabetisierung und Beschäftigungsquote liegen demzufolge in den Barriadas vielfach weit über dem Landesdurchschnitt.
Das Ergebnis sind in der Regel die soziale und ökonomische Konsolidierung der Barriadas, der in fast allen Fällen auch die politische und administrative Anerkennung als „Pueblos Jovenes“, verbunden mit der Einbindung in die städtische Infrastruktur.